# Архангельское (Городищенский район)
Арха́нгельское (Архангельское-Куракино, Куракино, Архангельск) — село, административный центр Архангельского сельсовета Городищенского района Пензенской области.

## География
Село расположено в юго-восточной части Городищенского района, на реке Юловка, в 15 км от Городище и в 5 км от железнодорожной станции Чаадаевка.

## История
Село основано в начале 18 века на землях, купленных князем Борисом Ивановичем Куракиным у помещиков Н. А. Бекетова, А. Б. Ивашева, Ф. Г. Репьева и братьев Мантуровых. Названо по церкви во имя Михаила Архангела, которая впервые была построена(деревянная) в 1709 г.
Около 1780 г. в селе была открыта на средства князя Куракина школа для крестьянских детей (на 8-10 мальчиков).
В 1790-х гг. вместо старой деревянной церкви, переданной в с. Павлово (ныне Павло-Куракино), построен каменный храм.
Перед отменой крепостного права с. Архангельское принадлежало князьями Алексею и Александру Борисовичу Куракиным.
В 1955 г. — центральная усадьба колхоза имени Маленкова. В 1980-е гг. — центральная усадьба совхоза «Чаадаевского».

## Население
| 1748  | 1864  | 1877  | 1897  | 1911  | 1926  | 1930  |
| ----- | ----- | ----- | ----- | ----- | ----- | ----- |
| 538   | ↗893  | ↗1125 | ↗1310 | ↘1141 | ↗1645 | ↗1987 |
| 1939  | 1979  | 1989  | 1996  | 2002  | 2010  | 2012  |
| ↘1690 | ↘1545 | ↗1602 | ↗1611 | ↘1459 | ↘1338 | ↗1368 |

## Уроженцы села
с. Архангельское — родина полного кавалера ордена Славы Петра Михайловича Барабанова (1916—1997), старшего сержанта, сапера, отличившегося при установке и разминировании минных полей.